# Pūgal
Pūgal är en ort i Indien.   Den ligger i distriktet Bīkāner och delstaten Rajasthan, i den nordvästra delen av landet, 400 km väster om huvudstaden New Delhi. Pūgal ligger 148 meter över havet och antalet invånare är 6 314.
Terrängen runt Pūgal är mycket platt. Runt Pūgal är det ganska glesbefolkat, med 22 invånare per kvadratkilometer. Trakten runt Pūgal är ofruktbar med lite eller ingen växtlighet.